# Phyllonorycter robiniella
Macrosaccus robiniella là một loài loài bướm thuộc họ Gracillariidae. Đây là loài đặc hữu của Bắc Mỹ, nhưng là một loài di thực ở châu Âu, nơi nó được công bố lần đầu ở địa điểm gần Basel, Thụy Sĩ vào năm 1983. Sau đó, nó cũng được thông báo có ở Pháp, Đức, phía bắc Ý (1988), Áo (1989), và Slovakia (1992). Nó phân bố dần tới Áo, đến tận Hungary vào giữa những năm 1990.

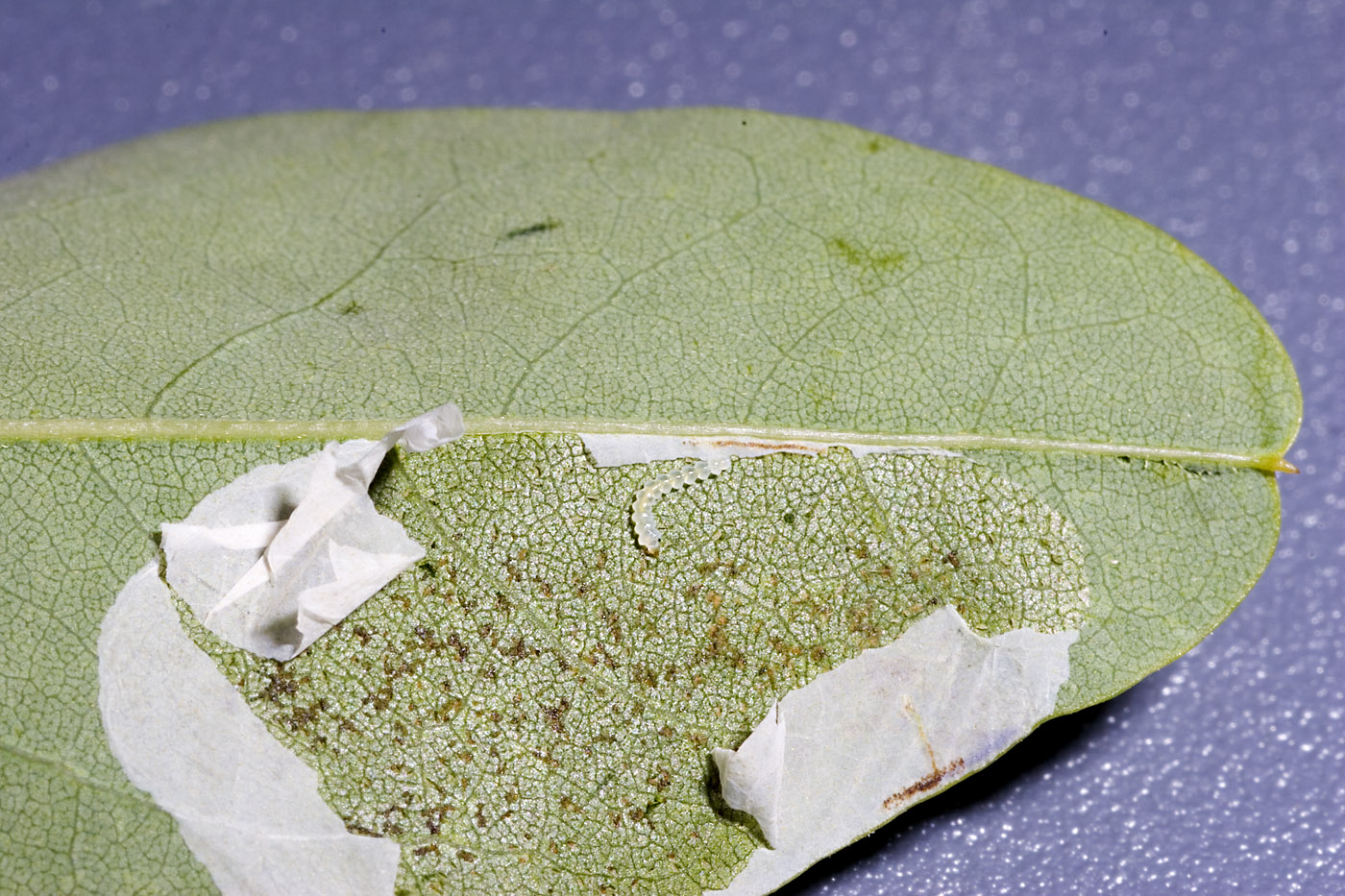
Lá cây bị Phyllonorycter robiniella ăn hỏng

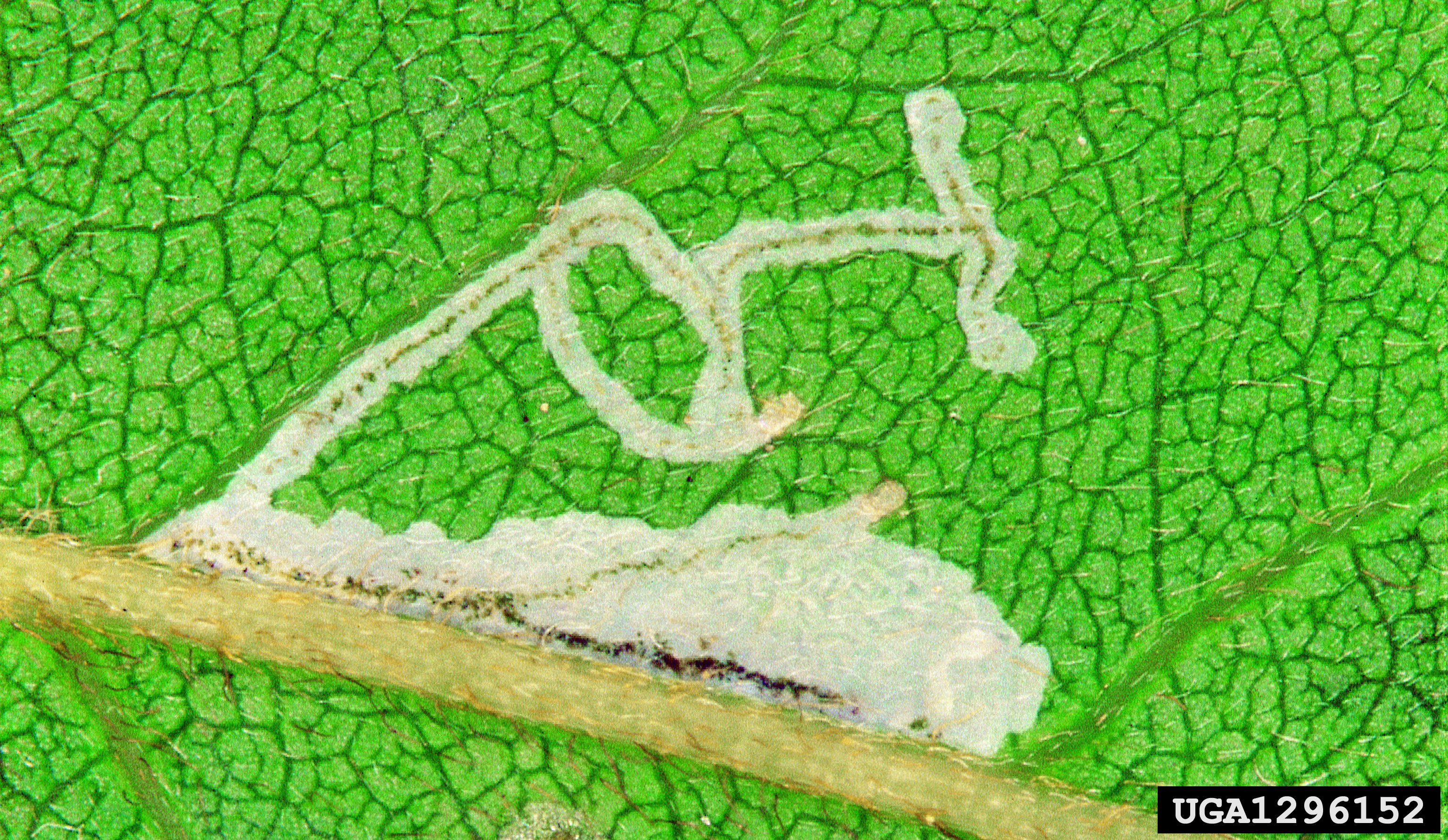
Phần hỏng chụp gần

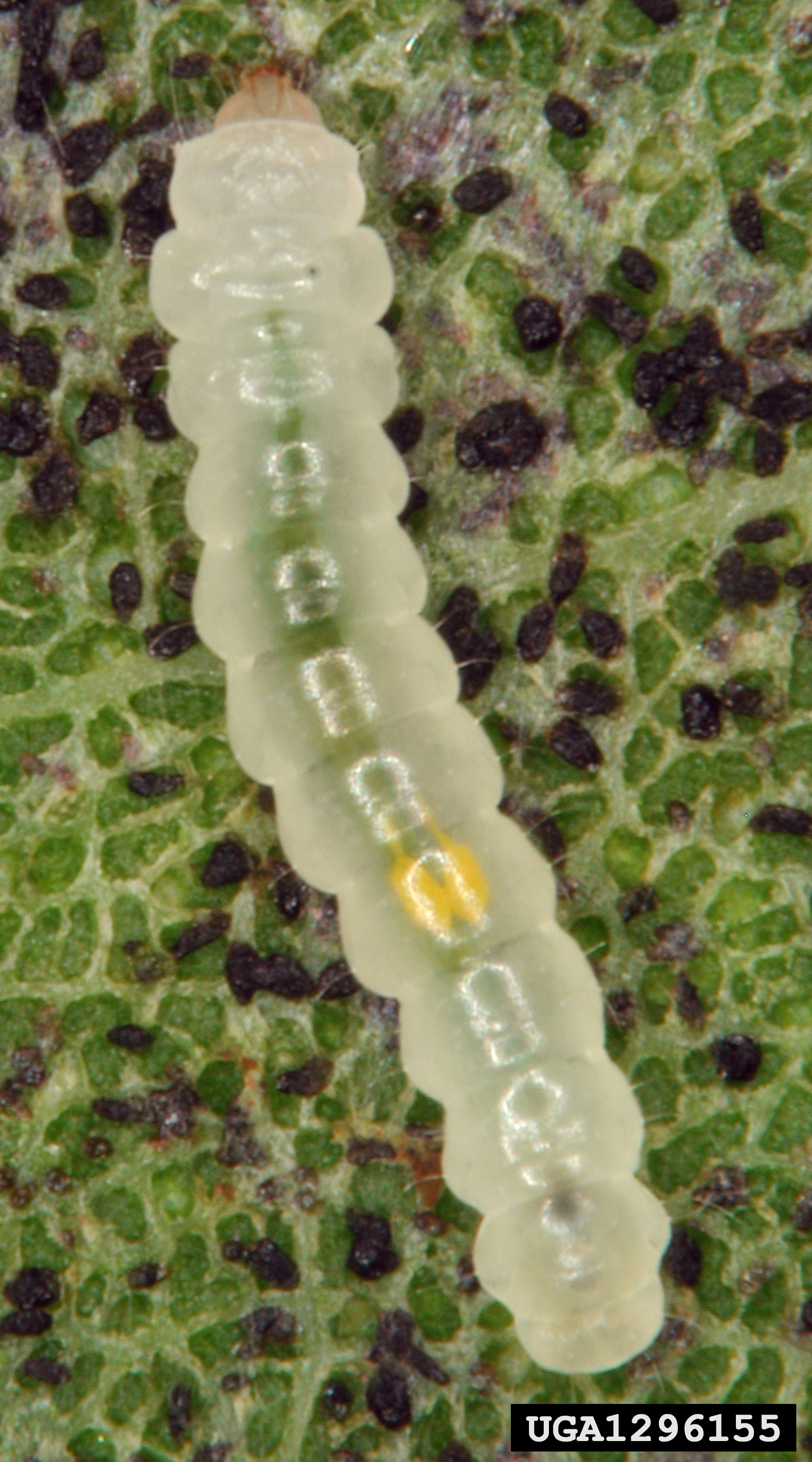
Ấu trùng

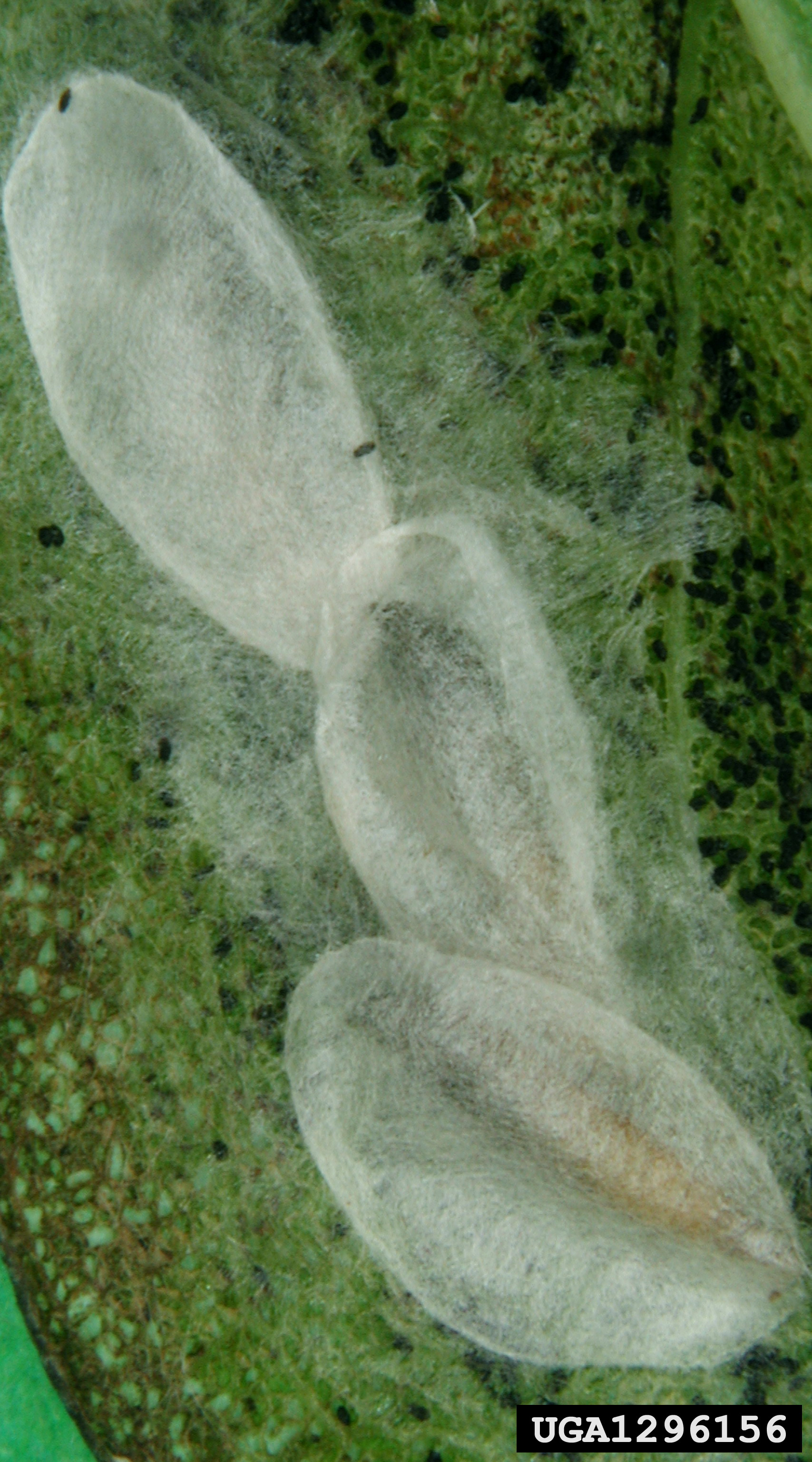
Kén

Sải cánh từ 5,5 đến 6,5 mm. Mỗi năm có từ hai đến ba thế hệ.
Ấu trùng ăn các loài Robinia pseudoacacia. Chúng ăn phần dưới lá thành các vết hình ô van.

## Hình ảnh

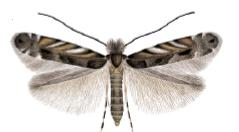
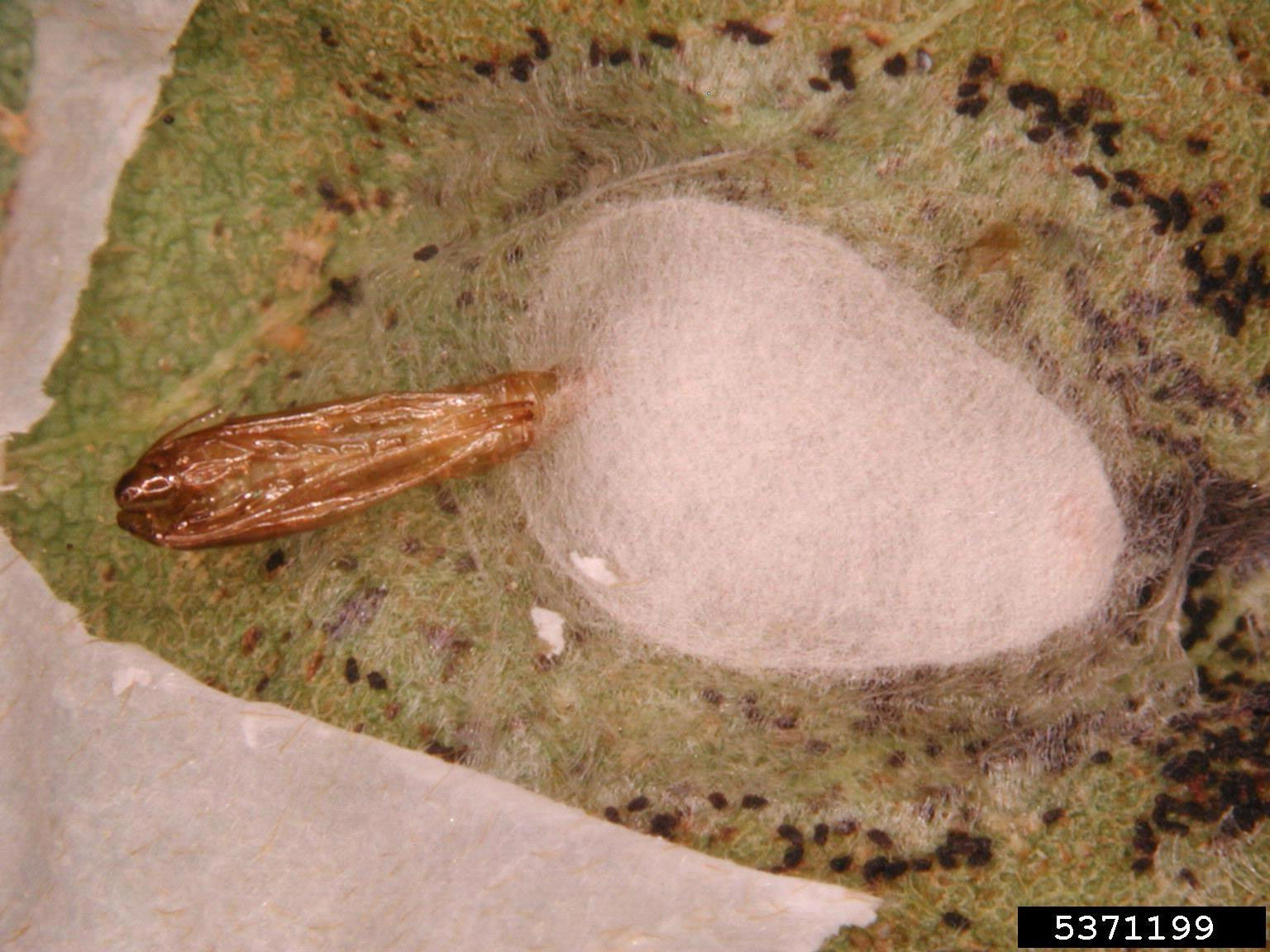
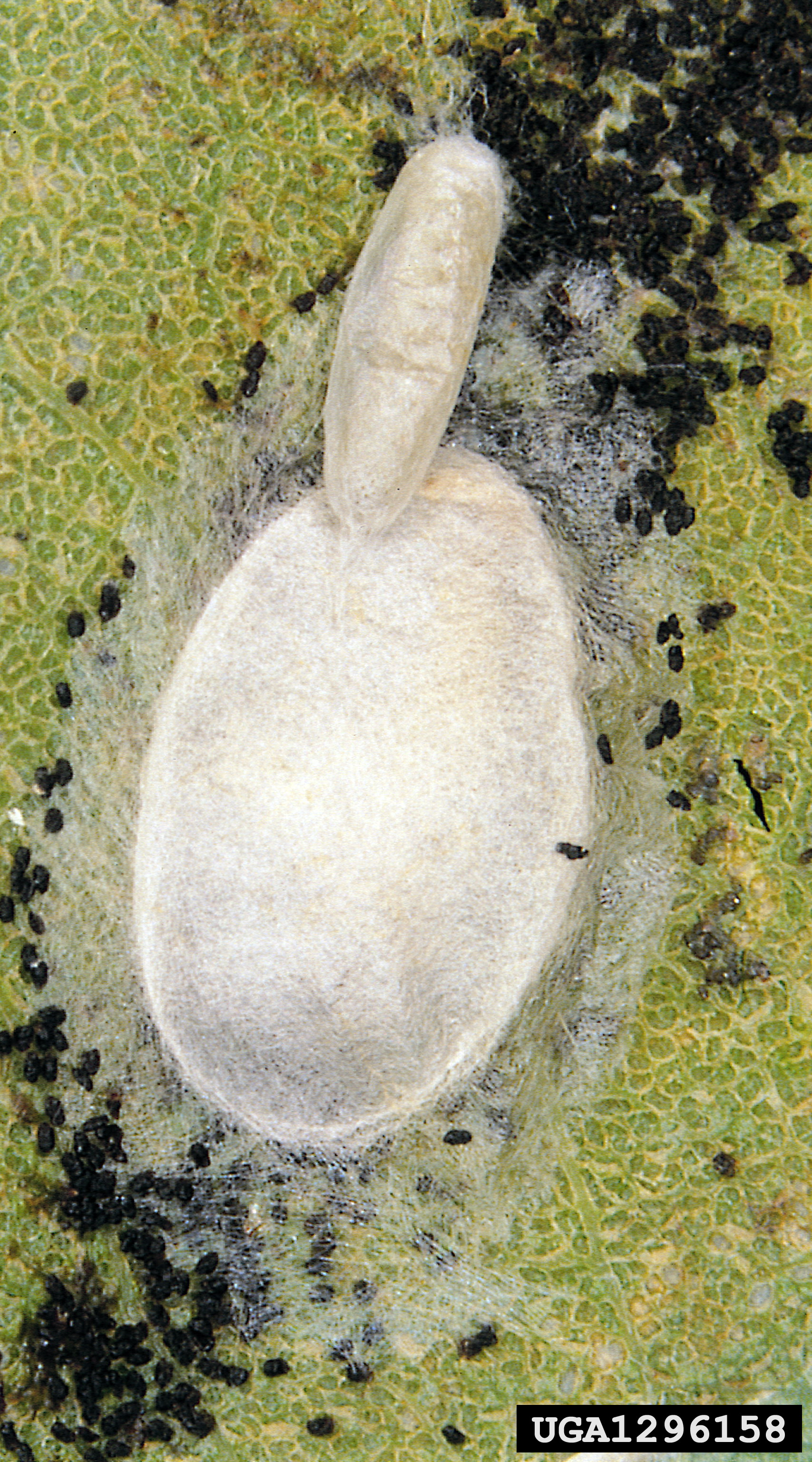
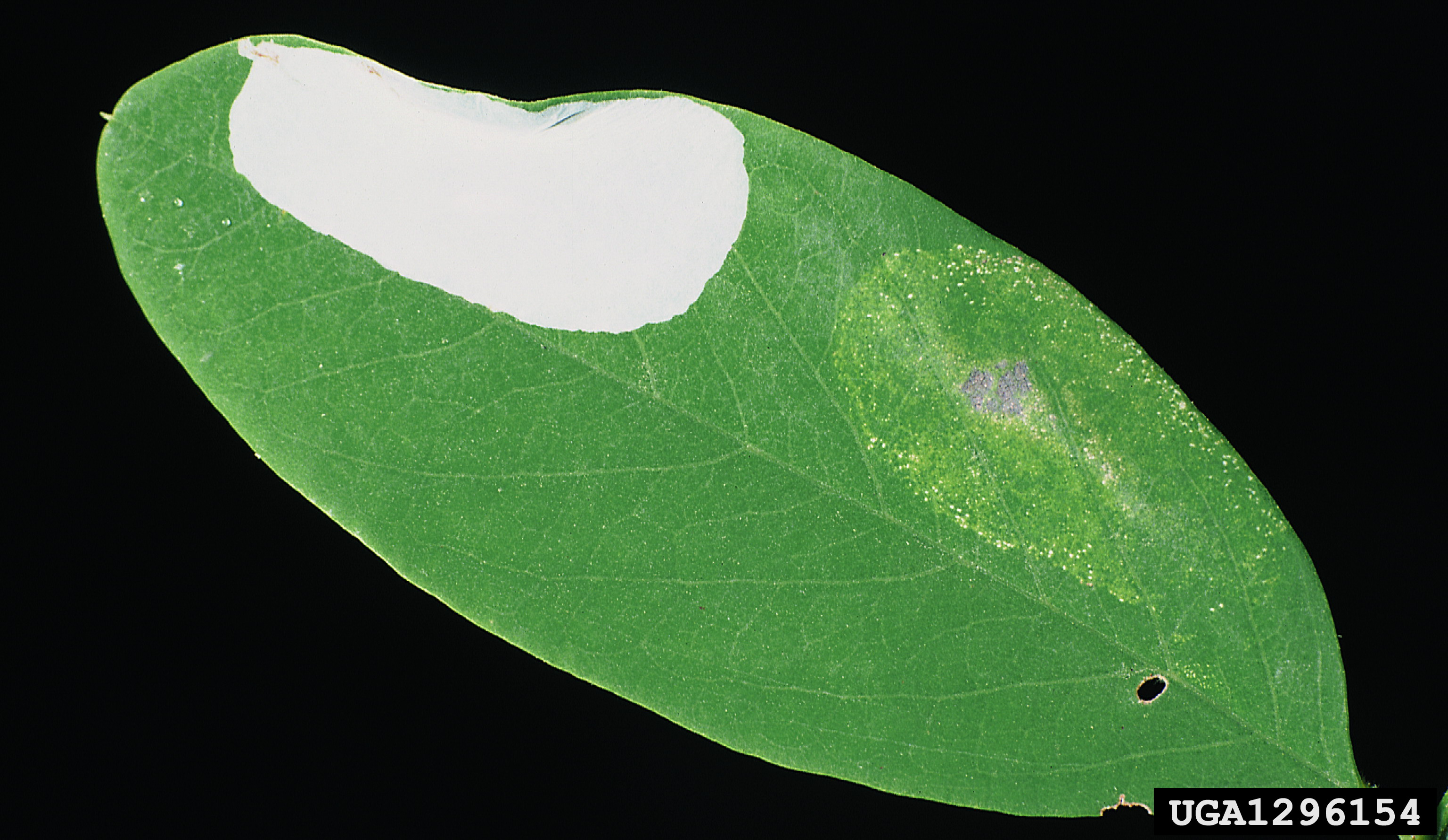